# Европа
Европа (вероватно од акадске речи erebu — „заћи” (у односу на Сунце) или од феничанске речи ereb — „вече”, према томе, Европа је „земља заласка сунца”), шести је континент по величини (једино већи од Аустралије) и трећи најнасељенији (после Азије и Африке), са популацијом од око 742 до 750 милиона становника, 11% укупне светске популације и нултим природним прираштајем (11‰).
Европа се налази на северној и највећим делом на источној полулопти и обухвата западни део Евроазије. Састоји се од 50 земаља и излази на: Северни ледени океан на северу, Атлантски океан на западу и Средоземно море на југу. На истоку и југоистоку, Европа се сматра одвојеном од Азије вододелницом Уралских и Кавкавских планина, реком Урал, Каспијским језером, Црним морем, и мореузима Босфор и Дарданели. Ипак, границе Европе које датирају још из античког доба, произвољне су, јер пре свега физиографски израз „континент” укључује културне и политичке елементе.
Површина овог континента је око 10.500.000  или 2% укупне земљине површине или 6,8% површине копна. Од 50 суверених европских држава, Русија (уједно и највећа држава света) далеко је највећа и по питању површине и популације, заузимајући око 40% површине континента (иако држава има територију у Европи и Азији), док је Ватикан (уједно и најмања држава света) најмања држава. Клима која је одређена топлим Атлантским струјама, одликује се благим зимама и топлим летима, чак и у пределима који имају озбиљне климатске одлике Северне Америке или Азије. Даље од Атлантика, сезонске разлике се повећавају, али блага клима остаје.
Европа, посебно античка Грчка, место је настанка Западне културе. Падом Римског царства, током периода сеоба народа, дошло је до краја античког доба и до почетка ере познате као средњи вијек. Ренесансни хуманизам, географска истраживања, уметност и наука водили су „стари континент”, као и остатак свијета, у савремено доба. Од тог периода па надаље, Европа је имала доминантну улогу у глобалним дешавањима. Између 16. и 20. вијека, европске нације су контролисале у различитим временским периодима Америке, већину Африке, Океаније и Азије.
Индустријска револуција, која је почела у Великој Британији крајем 18. вијека, довела је до радикалним привредних, културних и друштвених промена у западној Европи, евентуално и широм света. Демографски раст довео је до тога да је 1900. године, удио Европе у светској популацији био 25%. Оба свјетска рата су углавном била фокусирана на Европу, што је у великој мери довело до краја доминације западне Европе у светским дешавањима, док су САД и Совјетски Савез преузеле то место. Током Хладног рата, Европа је била подељена дуж Гвоздене завесе између држава НАТО-а на западу и држава Варшавског пакта на истоку, све до револуција 1989. и пада Берлинског зида.

## Дефиниција
Употреба израза „Европа” се постепено развијала током историје. У античко доба, грчки историчар Херодот је наводио да је свет подељен од стране непознатих лица на три дела, Европу, Азију и Либију (Африку), са рекама Нил и Риони које чине границе — мада је наводио, да постоји и мишљење да је река Дон, уместо Риони, граница између Европе и Азије. Најисточнију европску границу одредио је у 1. веку географ Страбон на реци Дон. Књига јубилеја описује континенте као земље које је Ној дао својим синовима. Према књизи Европа се простире од Херкулових стубова на Гибралтару, који је раздвајају од Африке, до реке Дон, која је раздваја од Азије.
Културна дефиниција Европе као земље латинског хришћанског света настала је у 8. веку, означавајући нову културу насталу спајањем германске традиције и хришћанско-латинске културу, која је дефинисана делом на супротностима са Византијом и исламом, ограничена на север Иберије, Британска острва, Француску, покрштени запад Њемачке, Апле и северну и средњу Италију. Тај концепт је један од трајних насљеђа Каролиншке ренесансе: „Europa” се често јавља у писмима Карловог дворског учитеља, Алкуина. Ова подела је кориштена све до касног средњег века, када је промењена током Великих географских открића. Проблем дефинисања Европе коначно је решен 1730. године када, уместо речних токова, шведски географ и картограф Страленберг предложио Уралске планине за најзначајнију источну границу, добијајући за то подршку из Русије и широм Европе.
Европа је сада дефинисана од стране географа као западни дио Евроазије, са границама које су облежене великим воденим масама на северу, западу и југу; за европска граница на крајњем истоку обично се узимају Уралксе планине, река Урал и Каспијско језеро; на југоистоку, укључујући Кавкавске планине, Црно море и водени токови који спајају Црно море са Средоземним морем.
Острва су углавном груписана уз најближу континенталну масу, отуд се Исланд сматра делом Европе, док се оближње острво Гренланд сматра делом Северне Америке. Ипак, постоје неки изузеци на основу друштвено-политичких и културних разлика. Кипар је ближи Анадолији, али се обично сматра делом Европе културно и политички и тренутно је држава чланица Европске уније. Малта се сматра острвом Северне Африке већ вековима.
Географска граница повучена између Европе и Азије у 1730. години није следила међународне границе. Као резултат, покушаји да се Европа организује политичким и привредним линијама резултовали су употребом имена на геополитички ограничавајући начин указујући само на 28 држава чланица Европске уније. С друге стране, Европа се такође користи на веома експанзиван начин од стране Савјета Европе који има 47 држава чланица, од којих су нечије територије преко Урала и Босфора укључујући цијелу Русију и Турску. Поред тога, људи на Британском острву могу сматрати „континенталну” или „копнену” Европу Европом.

## Етимологија
У античкој грчкој митологији, Европа је била феничанска принцеза коју је Зевс отео након што је преузео облик белог бика. Одвео ју је на острво Крит гдје је родила Миноја, Радаманта и Сарпедона. По Хомеру, Европа (стгрч. Εὐρώπη) је била митска краљица Крита, а не географска одредница.
Етимологија Европе је несигурна. По једној теорији назив је настао од грчке речи εὐρύς, што значи широк и речи ὤψ/ὠπ-/ὀπτ које значе око или лице, отуд Европа, широко лице. Широк је био епитет саме Земље у реконструисаној праиндоевропској религији. Друга теорија тврди да је назив базиран на семитској тј. акадској ријечи erebu што значи сићи или заћи (у односу на Сунце), когнат феничке речи ereb која значи вече или запад и арапске ријечи Магреб, хебрејске ma'arav. Мартин Личфилд Вест тврди „Фонолошки, поклапање назива Европе и било које семитске речи је слаба”. Међутим, Мајкл Бери, професор на одјељењу за блискоисточне студије на Универзитету Пристон, налази спомињања ријечи Ереб на асирским стелама са значењем ноћ или залазак Сунца, као супротност речи Асу која значи излазак Сунца, тј. Азија (назив Анадолија долази од Ἀνατολή, што значи излазак [Сунца], исток). У „Хомерским химнама” написаним у 7. веку пре нове ере, Европа се представља као Ереб, западна обала Егејског мора.
Без обзира на порекло имена митолошког бића, Εὐρώπη је први пут као географски израз употребљен у 6. веку прије нове ере, а употребили су га грчки географи Анаксимандар и Хекатеј. Анаксимандар је поставио границу између Азије и Европе током реке Риони, а концепт је преузео Херодот у 5. веку пре нове ере. Израз „Европа” је први пут користе у културној сфери током Каролиншке ренесансе. Од тада, израз одређује сферу утицаја Западне цркве, као супротности Православним црквама и исламу у свету. Савремени концепт, проширене области „Европе” на исток и југоисток, настао је у 19. веку.
Велика већина светских језика за назив континента користи речи изведене из израза „Европа”. У кинеском језику се користи назив Ōuzhōu (歐洲/欧洲); слична изведеница Ōshū (欧州) се понекад користи у јапанском називу за Европску унију, Ōshū Rengō (欧州連合), иако је назив за континент Yōroppa (ヨーロッパ) у много чешћој употреби. У неким туркијским језицима употребљава се изворни персијски назив Франгистан (земља Франака) који се односи на велики део Европе, поред званичних назива Аврупа и Европа.

## Историја стварања терена
У еволуцији Земље постоје два, временски гледано, велика геолошка периода. Први период, знатно дужи, је период пре камбријума, који се назива протерозоик а има још неколико назива познатих у геолошкој и палеонтолошкој литератури. То је период пре палеозоика (пре камбријума, прве периоде палеозоика), док би се остали називи, попут назива азоик, могли превести као време „без живота“ или „пре живота на Земљи“ и слично. Овај рани период за настанак и формирање данашњег евроазијског континента, односно, његовог дела који данас називамо Европом, нема великог значаја. Ипак, ово раздобље је значајно за Земљу као планету.
Млађи период времена развитка Земље, тј. време развитка (процвата) живота на Земљи су геолошке ере палеозоик, мезозоик и кенозоик, односно еон фанерозоик. Развој европског континента заједно са азијским тј. развој Евроазије и њихово формирање може се пратити у овом другом периоду развитка Земље, од палеозоика до данашњег времена, холоцена. Северна хемисфера, обухватајући и простор данашње Европе, почетком пелеозоика налазила се претежно испод нивоа мора.

### Палеозоик
Претпоставља се да су током камбријума на северној хемисфери постојале три микроконтиненталне целине или платформе, а једна од њих Балтичка, је припадала Европи. Сматра се да је већ у камбријуму на простору између Шпаније и југоисточне Азије, постојала геосинклинала (по теорији геосинклинала) Тетис (камбријски седименти нађени су у Шпанији, Португалији, јужној Француској). Поред Тетиса постојала је и Грампијенско-скандинавска геосинклинала. Током ордовицијума већи део Европе је и даље под водом. Главно копно је Балтички штит (обухвата пределе: Финске, северне Шведске и Норвешку). Од водених површина то су геосинклинална подручја као у камбријуму, с тим што се јасније формира још једна, Средњоевропска (херцинска) геосинклинала. У силуру распоред копна и мора није се битније променио, те већих разлика у односу на претходни период у распореду копна и мора на територији Европе није било. Крајем силура долази до првих снажнијих орогених покрета - каледонска орогенеза. Распоред копна и мора почетком девона битно се разликује у односу на претходни период. Копно се увећало деловањем каледонског убирања. У карбонском периоду одиграли су се значајни покрети, који су отпочели у овом периоду, а наставили се и у перму, а познати су под именом херцинска орогенеза.

### Мезозоик
Мезозоик је у геолошкој литератури познат као, тектонски, релативно миран период, па је тако било и на просторима данашње Европе. У тријасу на месту некадашње Херцинске геосинклинале, били су издигнути венци Херцинида, а около је било плитко епиконтинентално море које је плавило области Немачке (Хановер, Тирингија, Франачка и Швапска област), потом на западу област Француске, Белгију, Холандију, Уједињено Краљевство, а то море допирало је и до Пиринејског полуострва. Период јуре припада времену релативног мировања. У креди се на простору Европе издвајају два копна. Поред већ постојећег Северноатлантског појављује се у већем распрострањењу и Средњоевропско копно. Овом другом копну припадали су: Шварцвалд, Вогези, Ардени, Тириншка и Чешка маса, Судети и Подолски масив. Током креде јавља се нова алпска орогенеза, са својом аустријском фазом.

### Кенозоик
Кенозоик је препознатљив по томе што долази до низа великих промена, нарочито у области Медитеранске геосинклинале. Копнене масе на Земљи се постепено приближавају данашњем стању, другим речима континенти (па и Европа) и океани постепено све више добијају данашње контуре.
За време палеоцена у Европи су постојала два водена басена: Северно море, које је обухватало јужне делове Енглеске, затим се ширило преко Француске, Белгије и Немачке. У јужној Европи налазио се Тетис који је био сведен на уску зону на Јадранску геосинклиналу и Провансански залив.
Током еоцена догодила се трансгресија којом се проширио Тетис који је тада је покривао велике делове Алпа, део средње Европе, као и област Балканског полуострва.
Током олигоцена постоје три седиментационе области (басени): Северно море које се проширило у свом простирању на Немачку, Пољску, средњу Русију, Кавказ и продужавало се до Каспијског мора, друга област је Атлантски океан који на европско копно продире у виду залива и трећа област је Тетис који је био сведен скоро на површину данашњег Средоземног мора. Слика распореда копна и мора у Европи почетком миоцена знатно се изменила. Северно море се повукло скоро у данашње границе. Атлантик је залазио у Француску у виду два залива: уз долине Лоаре и Гароне. Исти океан је имао везу са Тетисом на простору Европе преко Гвадалкивирског мореуза, а нешто јужније у пределу данашње Африке била је и друга веза са Тетисом преко Мароканског мореуза. Тетис се проширио све од Атлантика до Индомалајској предела у југоисточној Азији. Истовремено се формирао и Паратетис, који је од Тетиса био одвојен издигнутим Алпима, Динарима и Балканом. Паратетис се састојао од низа басена нпр. Панонски басен, Дакијско-црноморски и Каспијски басен. Постојала је веза између Паратетиса и Тетиса, преко два мореуза. Први је ишао правцем: Ронски басен - Швајцарска- јужна Баварска - Бечки басен, а други мореуз правцем, назван Трансегејски: Улцињ - Албанија - предео старог копна Егеида - Црно море.
Током плиоцена Паратетис се распада на низ одвојених језера и басена међу којима се истичу: Панонски, Дакијски, Црноморски и Каспијски басен, а пред крај плиоцена од Паратетиса остаје само Црно, Азовско море и Каспијско језеро.
У плеистоцену, у почетном периоду, контуре Европе биле су доста сличне данашњим, мада је у појединостима било крупних разлика. Европски континент био је нешто већи, а данашња Британска острва била су спојена са континенталним делом Европе. Уместо Егејског мора постојало је копно Егеида. Корзика, Сардинија и Елба чинили су јединствено Тиренско копно. Крајем плеистоцена, после Вирма III, Европа улази у холоцен и поприма изглед који и данас има.

## Географија
Претежно је низијска, али има планинске ланце у унутрашњости, на северу и на југу. Главни планински ланац су Алпи, а највиши врх је Елбрус у Русији (5.642 m). Велике реке у средишњем делу су важни пловни путеви.
Европа углавном има умерену климу и равномерно распоређена четири годишња доба. Три главне климе су средоземна на југу, океанска на западу и северу, и континентална у средишњем и источном делу. Осим тога, западни и северни део континента греје Голфска струја.

### Границе
Дуго се расправља о прецизном месту граница Европе. Европа, у ствари, није прави „континент“, већ представља део Евроазије, па зато није лако означити где тачно престаје Европа а где почиње Азија. С друге стране, границе Европе често су диктиране границама култура, економије, и политике, услед чега данас постоји неколико „Европа“ које, уједно, означавају различите ствари.
Границу Европе чине: Планина Урал, река Урал, Каспијско језеро, планина Кавказ, Босфорски мореуз, Мраморно море, мореуз Дарданели и Егејско море.
Сматра се да је планински венац Урал заједно са реком Урал, природна, источна граница Европе. Остале границе Европе чине: на северу - Северно море, на југу - Медитеранско море, а на западу - Атлантски океан. Југоисточну границу Европе чине планине између Каспијског и Средоземног мора.

### Регије
Европа се традиционално дели на пет географско-културних подручја:
- Источна Европа
- Западна Европа
- Средња Европа
- Северна Европа
- Јужна Европа.[32]

### Рељеф
Од свих континената Европа је најразуђенији континент. Она сама је једно велико полуострво. Посматрамо ли њу као континент онда на том полуострву (континенту), на полуострва и острва отпада 28% њене целокупне површине. Посматрано из другог угла око 62% европског простора налази се близу мора, а само за 38% тога простора могло би се констатовати да је удаљено од мора.

#### Рашчлањеност рељефа
На разуђеност Европе великог утицаја има рашчлањеност њеног рељефа. Вертикална рашчлањеност рељефа Европе није толико изразита у односу на друге континенте колико је то хоризонтална рашчлањеност.
Обале Европе дуге су 41.000 km (по неким ауторима 38.000 km, али сматрамо тачнијим прву цифру). Са том дужином обале Европа је најразуђенији континент (на 1.000 km² површине Европе долази 4,1 km обале). Упореди ли се то са другим континентима тај коефицијент је највећи (код Сев. Америке је 3,1 km, Јужне Америке 1,6 km, Азије 1,7 km и Африке 1,1 km обале на 1.000 km²). Поједини делови обала Европе (по прорачуну немачког географа О. Хенчела) по разуђености су далеко већи: норвешка обала 20, далматинска обала 10, грчка обала 6 шпанска обала 5). Карта изотела (криве затворене линије које показује једнаку удаљеност од обалне црте) показује да у Западној и Средњој Европи ниједна тачка у унутрашњости континента није удаљена више од 500 km, док је у Источној Европи ова удаљеност 1.200 km.

## Фасаде
У Европи се могу издвојити најмање три фасаде везане за морске и океанске површине и обале: Атлантска, Арктичка и Медитеранска фасада.
Атлантска фасада налази се у западној Европи. На северозападу Атлантик запљускује обале Норвешке. Делови Атлантског океана су Северно море и Балтичко море. Северно би се могло назвати и ивичним, а Балтичко унутрашњим морем. До Балтичког мора се стиже кроз три пролаза (мореуза): Скагерак, Категат и Сунд. Балтичко море се рачва у три залива: Ботнички залив (Шведска-Финска), Фински залив (Финска-Русија) и Ришки залив (Естонија-Летонија). Поред поменутих држава на Балтичко море излазе још Пољска, Немачка и Данска.
Утицајем плеистоцене глацијације (ледника) и мора настали су у северном делу Атлантске фасаде разни облици, у рељефу, везани за морску обалу нпр. фјордови (понекад дуги, у Норвешкој, близу 180 km). Нешто јужније на обалама Атлантске фасаде јављају се ријаси, у облику естуара река: Лаба, Везер, Рајна, Меза, Шелда, Сена, Лоара, Жиронда, Дуеро и Тахо. Абразиони рад морске воде је интензиван јер је плимски талас изузетно висок: Мон Сен Мишел 15 m, Кардиф 12 m, Болоња 8 m, Лондон 6 m, итд.

### Атлантска фасада
Атлантска фасада (француска обала недалеко од Авра) налази се у северној Европи, мада су Баренцово и Бело море пре огранци Атлантског него Северног леденог океана, захваљујући благотворном утицају Голфске струје. У континуалном смислу ова мора јесу огранци Северног леденог океана, али по свим другим особинама они то нису, као што је то нпр. суседно Карско море.

### Арктичка фасада
Северна Европа у регионалном смислу мало залази у поларне, арктичке, регије (изузев полуострва Кола). Овде је од великог значаја положај Нове Земље, која је преко острва Вајгача, продужетак Урала. Нова Земља је дуга 820 km и пружа се скоро меридијански. Она „смета“ морској струји која полази од Берингових врата изнад Азије и креће се према западу. Као баријера и зид, својим положајем, нашла се ту Нова Земља која штити Баренцово и Бело море. Она затвара пролаз леденим сантама, које са истока путују према западу, према Гренланду. Услед тога, у Карском мору гомилају се највеће санте леда на Арктику (ово море је изгледа најхладније море на северној хемисфери, а могуће и на Земљи). Када не би постојала на овом месту Нова Земља, ледене би санте из данашњег Карског мора продирале према западу и пловиле слободно према северним обалама Норвешке. Ни Мурманск (често узиман за пример) ни Нарвик, ни Хамерфест ни Лофотска острва, не би осетили благотворни утицај Голфске струје. Ова би европска фасада била прва поларна (арктичка) област.

### Медитеранска фасада
Медитеранска фасада је треће прочеље Европе. Средоземно море је настало у синклинали Тетис. Тетис је колевка свих млађих венчаних планина Европе. Ту се, од четири већа полуострва Европе, налазе три: Пиринејско (Иберијско), Апенинско и Балканско полуострво. Она приближују Европу Африци односно Азији. Ова полуострва поделила су Средоземно море, на западни и источни део (узрочници поделе су Апенинско полуострво и острво Сицилија), потом на низ мањих мора, као што су: Лигурско море (залив), Тиренско, Јонско, Јадранско, Егејско, Левантско, Мраморно, Црно и Азовско море (који сви заједно чине јединствену акваторију). Померања у Земљиној кори током терцијара утицала су и на морфолошку разноликост код ових мора, јер свако има посебну карактеристику морског дна и обалног подручја. У основи су ту два типа обале: прве, стеновите, разуђене и високе и друге песковите и ниске. Створен је низ типова обала: тектонска обала (нпр. грчка), ерозиона (нпр. јадранска), акумулативна (нпр. јадранско-италијанска) итд. Од Гибралтара до најисточније тачке овог акваторија је 5.020 km, нешто мање од дужине Атлантског прочеља. Местимично се Медитеран дубоко „увукао“ у копно нпр. код Црног и Азовског мора, потом код Јадрана, све до Трста.
Од рељефних облика нема фјордова ни естуара већ се јављају акумулативне делте и бројне увале као и клифови. Код далматинске обале бројне су увале и канали, код француске обале, њен источни део смена клифова и увала, а западни део је плитак и акумулативан тип обале, на Црном мору су карактеристични лимани, док се око ушћа великих река нпр. Дунава јавља лагунарни тип обале, као и код ушћа реке По. Најразуђеније обале Средоземног прочеља су обале Далмације и Грчке, које представљају сплет канала, залива и затона. Понегде заливи личе на фјордове, нпр. Бококоторски залив, мада он то јесте само морфографски, али морфогенетски је то потопљена речна долина, залив, полигенетског начина постанка.

### Низије и планине
По вертикалној рашчлањености рељефа, Европа је доста низак континент. Средња висина Европе је истоветна са висином Аустралије око 300 m (средња висина Азије је близу 1.000 m). Морфометријски подаци показују да европски простор има следеће морфометријске вредности: од 0 до 200 m висине је 60%, од 200 до 500 m је 24%, од 500. до 1.000 m је 10%, од 1.000 до 2.000 m је 5% и више од 2.000 m висине је 1% Европе. Из ових података јасно произилази да се преко четири петине Европе налази испод 500 m надморске висине, три петине су низије (висина испод 200 m апсолутне висине). Акумулативне равнице, уравњени делови и заравни представљају 74% Европе. У равнице спадају велика Руска плоча (Источноевропска низија). У ову категорију европског рељефа (поменутих 74%) спада и уравњени део каледонског и херцинског порекла. Из угла регионалне географије ове равничарске пределе сврсисходније је поделити на регионалном принципу. Поред Источноевропске низије, потребно је поменути остале делове континуалних низија Евроазије (део који припада Европи) као што су низијски делови северне Европе, Пољске, Немачке, Белгије, Холандије, северне Француске (једним називом Низоземље), потом Париски басен, Аквитанска завала, поречје Темзе те бројне мање равнице поред Ебра, Гвадалкивира, Гвадијане, Роне, Поа, Тибера, Панонска низија, Влашко-понтијска низија, низије поред Марице и низије у северној Грчкој. Све ове низије су настале у плеистоцену па и у најновијем данашњем добу, холоцену. Оне се непрекидно пружају од Атлантика до Урала, па и источније од Урала, под заједничким називом континуалне низије Евроазије. Друге су, својим положајем, врло близу Атлантика (нпр. Аквитанија) или Медитерана (нпр. низија у долини Поа). Кроз већину њих протичу реке, које их чине плодним и оне су најважнији део простора Европе за становништво, привреду, саобраћај далеко више него што су то планински предели континента.
Планински предели Европе заузимају око 16% простора. Највиши врх континента је Елбрус 5.642 m (Кавказ), потом следе: Монблан 4.807 m (Алпе), Монте Роза 4.634 m (Алпи), Матехорн 4.447 m (Алпе), Муласен (Сијера Невада), Пик д/ Ането 3.404 m (Пиринеји). Код суседне Азије првих пет врхова има висине од 8.848 m (Монт Еверест) до 8.112 m (Парват), над морем, а код другог континента на северној хемисфери Северне Америке те висине су од 6.194 m (Мак Кинли) до 4.399 m (Мт. Елберт). Ако наш континент упоредимо са аустралијским простором, јер су средње висине ова два континента исте, онда ипак видимо да је Европа у погледу вертикалне рашчлањености низак континент. На пример аустралијски континент (врх Мт. Кошћушко 2.235 m, у Аустралијским Алпама) коме припадају Нова Гвинеја (врх Насу 5.030 m) и Нови Зеланд (врх Мт Кук 3.756 m), има веће висине него Европа.
Европу неки називају „потконтинентом“, јер сматрају да заједно с Азијом чини континент Евроазију.
Чињеница је да је Европа више културни него географски појам. Строго географски гледано, Европа и Азија чине један континент. Ипак, граница између њих се ставља услед великих културних и историјских разлика.

## Географско-културна подела
Европа има површину од 10 500 000 km², што је 7% светског копна.
Могло би се рећи да је Европа полуострво које се састоји од више мањих полуострва. Претежно је низијски, али има планинске ланце у унутрашњости, на северу и на југу. Главни планински ланац су Алпи, чији је највиши врх Монблан висок 4.807 m. Велике реке у средишњем делу су важни пловни путеви.
Европа углавном има умерену климу и равномерно распоређена четири годишња доба. Три главне климе су средоземна на југу, океанска на западу и северу и континентална у средишњем и источном делу. Осим тога, западни и северни део континента греје Голфска струја.
Европа се традиционално дели на пет географско-културних подручја:
- Јужна Европа (обухвата земље Пиринејског, Апенинског и Балканског полуострва)
- Источна Европа (обухвата републике европског дела бившег Совјетског Савеза)
- Северна Европа (обухвата Данску, Скандинавију, Финску и Исланд)
- Средња Европа (обухвата подунавске и алпске земље и земље Немачко-пољске низије)
- Западна Европа (обухвата Британска острва, Француску, Монако и Бенелукс).[35]

### Демографија
Европа има око 742 милиона становника. Густина насељености износи 32 становника по квадратном километру. Просечно животно доба: 74 године за мушкарце и 81 година за жене.

#### Главне религије
Званичан податак о припадности религијским групама не постоји. Ипак, на основну извештаја Пју центра, процењује се да на подручју целе Европе хришћанству припада 76,2% популације (а 72% у оквиру Европске уније), што хришћанство чини највећом религијском групом на европском континенту. Следе га ислам са око 5% становништва (а 7% у оквиру Европске уније), а затим јудаизам са 0,3%.
Највећа деноминација хришћанства у Европи јесте римокатоличка, којој припада 46% укупног становништва, са црквеним и административним седиштем у Ватикану. Следе је верници Православних цркава са 35%. У оквиру Европске уније, римокатолици чине 48% укупног становништва, а следе их протестанти са 12%, верници Православних цркава са 8%, као и верници осталих мањих хришћанских деноминација са 4%.

#### Језици
Већина европских језика има заједнички корен у индоевропској језичкој породици.
Језик који је највише утицао на остале јесте латински, који је прво био службени језик Римског царства, затим језик католичке цркве, а потом и језик интелектуалаца, да би временом престао да буде живи језик, али се његов утицај сачувао у корену хиљада речи у свим европским језицима.
Највећи огранци индоевропске језичке породице у Европи су словенски, германски и романски језици. Мањи огранци су келтски и балтички језици, као и језици који потичу из палеобалканског језичког ареала (грчки и албански језик). Делом је заступљен и индо-ирански огранак индоевропске језичке породице (ромски, осетски језик).
Поред тога, у Европи је заступљена и уралска језичка породица, са својим угро-финским огранком (мађарски, фински, естонски језик), а говори се и баскијски језик, који није сродан другим језицима. У мањој мери су заступљене и друге језичке породице, као афроазијска (малтешки језик), алтајска (турски, татарски, чувашки, калмички језик, итд) или кавкаска (чеченски, черкески језик, итд).

#### Генетика
Према резултатима генетских истраживања, међу становништвом већине европских држава најзаступљенија је патрилинеарна (Y-ДНК) Хаплогрупа R. У јужнословенским државама (изузев Словеније), као и у Шведској, најзаступљенија је Хаплогрупа I, док је у Финској најзаступљенија Хаплогрупа N, у Турској Хаплогрупа J, а у Казахстану Хаплогрупа C. Поред поменутих, међу становништвом Европе је у значајној мери заступљена и Хаплогрупа E, која није доминантна ни у једној европској држави, али чини битну генетску компоненту становништва Балкана.

#### Миграције
Половином 20. века велики број људи из источне и јужне европе је кренуо ка западу, а осим ове миграције, исти период у Европи обележиле су миграције из села у градове, што је повећавало степен урбанизације. Данас, у развијеним државама европских земаља, велики број људи се пресељава у села или градске периферије у којима живе мирније и квалитетније.

## Насељавање и кратка историја
Homo georgicus, који је живео пре око 1,8 милиона година у Грузији, је настарији откривени хоминид у Европи. Подручја бивше Југославије, Шпаније и Француске потврђују постојање Homo erectusa пре милион година. Кромањонци су се појавили пре 40.000 година.
Стара Грчка се сматра колевком европске културе. Римско царство, а с њим и хришћанство, ујединило је велики део континента с тежиштем на Средоземљу.
Након пада Рима и досељавања разних народа из Азије, европски напредак је успорио током раздобља које је познато као средњи век. Карло Велики је ударио темеље једне нове, западније Европе, којој средиште више није у Риму, али и она остаје расцепкана покушајима немачких царева Светог римског царства. Реч Европа се губи, а уместо ње преовладава појам хришћански свет и јединствени подухвати у том смислу (крсташки ратови, катедрале).
Европа се редефинише у 16. веку због ренесансе и прекоокеанских колонија. Настају јака краљевства и буди се национализам. Француска револуција и индустријска револуција доносе иновације којима ће Европа у 19. веку завладати целим светом.
Два светска рата 20. века воде се највећим делом на европском тлу. Европа губи светску превласт и колоније, а Хладни рат ствара јаку поделу на капиталистичку западну Европу и комунистичку источну Европу под Совјетским Савезом. Након пада комунистичких режима 1990. године, европске земље се нагло зближавају. Настаје Европска унија, политички и економски савез који обухвата већи део континента.

### Велика сеоба
Раздобље од 500. до 1000. године је пресудно за стварање Европе, јер се тад народи, смиривши се после разних сеоба, настањују, па ће се створити различите државе. Дешавају се три миграцијска покрета:
- Германа: који је почео у Античко доба; германски продор се наставља са англо-саксонском доминацијом на Енглеску (V-VI в.), ширењем франачког гомена у VI и VIII веку, насељавањем Ломбарда и долина Поа.
- Словена и Авара: из својих првих насеобина, које су се налазиле вероватно између Елбе и Висле, Словени надиру после 580. године јужно од Дунава, заузевши у VII веку Балканско полуострво и настањују се западно од Елбе, у Чешкој, као и у областима која се налазе изнад Дњепра; године 896. Мађари стижу у Панонију;
- Викинга: у и веку, највећи део Европе се супротставља Викинзима који праве упаде, пљачкају, баве се великом трговином па чак и колонизацијом пошто су се настанили у Енглеској (Денлоу) и у Француској (Нормандија).

### Покрштавање
Хришћанство се прво раширило у Римском царству. После пропасти царства учвршћује се у областима Севера и Истока, насељенима Германима, Словенима, Мађарима и Скандинавцима. За разлику од других германских краљевина које су се поклониле аријанизму, Франци се покрштавају у католицизам (Хлодовехово крштење 498. или 499. године) што омогућава цркви да игра главну улогу у новим уређењима варварског света.
Главне етапе покрштавања су: јеванђелизација Енглеске и Шкотске од стране римских и келтских мисионара (крај VI века); напредак хришћанства у Германији крајем седмог и осмог века: (Фригија, области источно од Рајне) потом покрштавање Саксонаца од стране Карла Великог; еванђелизација Словена из Велике Моравије, Срба и Бугара од стране византијских мисионара и Хрвата од стране Франака у IX веку; крштење Владимира I у Кијеву (988. год) чини да Русија уђе у сферу византијског утицаја; стварање бискупија у Чешкој, Пољској и Мађарској, као и покрштавање краљева Данске и Норвешке у X веку, као дело хришћанских мисионара из Германије.
У исто време, ислам се рађа и успоставља своју доминацију у источном Средоземљу. Шири се такође и у Европи, током арапског освајања Шпаније (711. године).

### Економска криза и фашизам
Европа двадесетих година 20. века постаје финансијски веома зависна од Сједињених Држава. Нарочито се Немачка много задужује, како би платила ратне одштете које дугује Француској и како би финансирала свој економски успон. Тако је Америчка сецесија 1929. године имала озбиљне реперкусије у Европи, где долази до огромног пораста незапослености, која достиже највећи степен у Немачкој и Великој Британији 1933. године. Та криза погодује доласку нациста на власт (1933). Ауторитарни режими се учвршћују и умножавају: фашизам у Италији, Франков режим у Шпанији (1939), стаљинизам у СССР. Демократије, суочене са озбиљним кризама у својим земљама, нарочито Француска, дубоко подељена после Народног Фронта (1936) и Уједињено Краљевство допуштају Хитлеру да изврши серију насиља.

## Други светски рат и подела Европе
Крајем 1941. Хитлерова Немачка доминира над Европом, изузев над Великом Британијом и неколико неутралних земаља као што су Шпанија, Португалија, Швајцарска и Шведска. Нацистичка Немачка ставља у погон план за уништење Јевреја, којих је више од 5 милиона страдало. САД и СССР ангажују велике снаге за ослобођење Европе (1943—1945). Рат проузрокује смрт 30 милиона Европљана и огромна материјална разарања. Након рата границе источне и средње Европе су веома промењене: експанзија СССР, померање пољско-германске границе на Одру и Нису. У свим земљама које су ослободиле совјетске снаге, створене су од 1945—1949 народне демократије које чине совјетски блок.

## Политичка подела
| Држава               | Главни град       | Државно уређење         | Површина (km²) | Популација  | Густина насељености (по km²) |
| -------------------- | ----------------- | ----------------------- | -------------- | ----------- | ---------------------------- |
| Азербејџан           | Баку              | Република               | 86.600         | 8.303.512   | 103                          |
| Албанија             | Тирана            | Република               | 28.748         | 2.986.952   | 123,3                        |
| Андора               | Андора ла Веља    | Парламентарна кнежевина | 468            | 84.525      | 146,2                        |
| Аустрија             | Беч               | Савезна република       | 83.871         | 8.214.160   | 97,4                         |
| Белгија              | Брисел            | Уставна монархија       | 30.528         | 10.423.493  | 336,8                        |
| Белорусија           | Минск             | Република               | 207.600        | 9.612.632   | 49,8                         |
| Босна и Херцеговина  | Сарајево          | Савезна република       | 51.129         | 4.448.500   | 77,5                         |
| Бугарска             | Софија            | Република               | 110.879        | 7.148.785   | 68,7                         |
| Ватикан              | Ватикан           | Изборна монархија       | 0,44           | 829         | 2.045,5                      |
| Грузија              | Тбилиси           | Република               | 69.700         | 4.600.825   | 68,1                         |
| Грчка                | Атина             | Република               | 131.957        | 11.749.983  | 80,7                         |
| Данска               | Копенхаген        | Уставна монархија       | 43.094         | 5.515.575   | 124,6                        |
| Естонија             | Талин             | Република               | 45.228         | 1.291.170   | 31,3                         |
| Ирска                | Даблин            | Република               | 70.273         | 4.622.917   | 60,3                         |
| Исланд               | Рејкјавик         | Република               | 103.000        | 308.910     | 2,7                          |
| Италија              | Рим               | Република               | 301.340        | 60.605.053  | 191,6                        |
| Јерменија            | Јереван           | Република               | 29.743         | 2.966.802   | 108,4                        |
| Казахстан            | Астана            | Република               | 2.724.900      | 15.460.484  | 5,94                         |
| Кипар                | Никозија          | Република               | 9.251          | 1.102.677   | 83,9                         |
| Летонија             | Рига              | Република               | 64.589         | 2.217.969   | 36,6                         |
| Литванија            | Вилњус            | Република               | 65.300         | 3.545.319   | 55,2                         |
| Лихтенштајн          | Вадуц             | Уставна монархија       | 160            | 35.002      | 205,3                        |
| Луксембург           | Луксембург        | Уставна монархија       | 2.586          | 497.538     | 173,5                        |
| Мађарска             | Будимпешта        | Република               | 93.028         | 9.992.339   | 108,3                        |
| Малта                | Валета            | Република               | 316            | 413.000     | 1.257,9                      |
| Молдавија            | Кишињев           | Република               | 33.851         | 4.317.483   | 131,0                        |
| Монако               | Монако            | Уставна монархија       | 1,95           | 30.586      | 16.403,6                     |
| Немачка              | Берлин            | Савезна република       | 357.022        | 82.282.988  | 233,2                        |
| Норвешка             | Осло              | Уставна монархија       | 323.802        | 4.676.305   | 14,0                         |
| Пољска               | Варшава           | Република               | 312.685        | 38.463.689  | 123,5                        |
| Португалија          | Лисабон           | Република               | 92.090         | 10.735.765  | 110,1                        |
| Румунија             | Букурешт          | Република               | 238.391        | 21.959.278  | 91,0                         |
| Русија               | Москва            | Савезна република       | 17.098.242     | 142.905.200 | 26.8                         |
| Сан Марино           | Сан Марино (град) | Република               | 61             | 31.477      | 454,6                        |
| Северна Македонија   | Скопље            | Република               | 25.713         | 2.072.086   | 81,1                         |
| Словачка             | Братислава        | Република               | 49.035         | 5.470.306   | 111,0                        |
| Словенија            | Љубљана           | Република               | 20.273         | 2.048.951   | 95,3                         |
| Србија               | Београд           | Република               | 88,361         | 9.663.742   | 109,4                        |
| Турска               | Анкара            | Република               | 283.562        | 77.804.122  | 94,1                         |
| Уједињено Краљевство | Лондон            | Уставна монархија       | 243.610        | 62.348.487  | 244,2                        |
| Украјина             | Кијев             | Република               | 603.550        | 45.515.916  | 80,2                         |
| Финска               | Хелсинки          | Република               | 338.145        | 5.255.068   | 15,3                         |
| Француска            | Париз             | Република               | 643.427        | 62.768.389  | 109,3                        |
| Холандија            | Амстердам         | Уставна монархија       | 41.543         | 16.783.092  | 393,0                        |
| Хрватска             | Загреб            | Република               | 56.594         | 4.486.881   | 77,7                         |
| Црна Гора            | Подгорица         | Република               | 13.812         | 616.258     | 44,6                         |
| Чешка                | Праг              | Република               | 78.867         | 10.201.777  | 130,1                        |
| Швајцарска           | Берн              | Савезна република       | 41.277         | 7.673.438   | 176,8                        |
| Шведска              | Стокхолм          | Уставна монархија       | 450.295        | 9.074.055   | 19,7                         |
| Шпанија              | Мадрид            | Уставна монархија       | 505.370        | 46.505.963  | 80,4                         |